# Безумный Макс (франшиза)
Безумный Макс (англ. Mad Max) — австралийская медиафраншиза в жанре постапокалиптики, созданная Джорджем Миллером и Байроном Кеннеди. Она началась в 1979 году с фильма «Безумный Макс», за которым последовали ещё четыре картины: «Безумный Макс 2: Воин дороги» (1981), «Безумный Макс 3: Под куполом грома» (1985), «Безумный Макс: Дорога ярости» (2015) и «Фуриоса: Хроники Безумного Макса» (2024). В первых трех фильмах в главной роли снялся Мел Гибсон, в четвёртом — Том Харди.
Франшиза рассказывает о приключениях Макса Рокатански по прозвищу «Безумный Макс», полицейского в Австралии будущего, которая переживает социальный коллапс из-за войны и критической нехватки ресурсов. Жену и ребёнка Макса убивает злобная банда байкеров, он свершает месть и становится одиночкой-путешественником в пустыне. В то время как Австралия всё глубже погружается в варварство, этот «воин пути» помогает очагам цивилизации, причём сначала действует в своих интересах, но постепенно становится альтруистом.
Фильмы франшизы были хорошо восприняты критиками и широкой публикой. Они оказали значительное влияние на популярную культуру, особенно на апокалиптическую и постапокалиптическую фантастику, и постепенно в составе франшизы появились видеоигры и комиксы. В 2016 году «Дорога ярости» стала первым фильмом цикла, удостоенным премии «Оскар», включая номинацию на лучшую картину и лучшую режиссуру для Миллера, а также победу в шести из десяти номинаций. В 2020 году началась работа над новым фильмом — «Фуриоса: Хроники Безумного Макса», который вышел на экраны в 2024 году.

## Серия фильмов
| Фильм                              | Дaтa выходa           | Режиссёр(ы)                   | Сценaрист(ы)                                   | Сюжет                                       | Продюсер(ы)                 |
| Оригинaльнaя трилогия              | Оригинaльнaя трилогия | Оригинaльнaя трилогия         | Оригинaльнaя трилогия                          | Оригинaльнaя трилогия                       | Оригинaльнaя трилогия       |
| ---------------------------------- | --------------------- | ----------------------------- | ---------------------------------------------- | ------------------------------------------- | --------------------------- |
| Безумный Макс                      | 12 aпреля 1979        | Джордж Миллер                 | Джордж Миллер и Джеймс Мaккaуслaнд             | Джордж Миллер и Байрон Кеннеди              | Байрон Кеннеди              |
| Безумный Макс 2: Воин дороги       | 24 декaбря 1981       | Джордж Миллер                 | Джордж Миллер, Терри Хейс и Брайан Ханнант     | Джордж Миллер, Терри Хейс и Брайан Ханнант  | Байрон Кеннеди              |
| Безумный Макс 3: Под куполом грома | 10 июля 1985          | Джордж Миллер и Джордж Огилви | Джордж Миллер и Терри Хейс                     | Джордж Миллер и Терри Хейс                  | Джордж Миллер               |
| Другие фильмы                      |                       |                               |                                                |                                             |                             |
| Безумный Макс: Дорога ярости       | 15 мая 2015           | Джордж Миллер                 | Джордж Миллер, Брендан Маккарти и Нико Латурис | Джордж Миллер, Дуг Митчелл и Пи Джей Воетен |                             |
| Фуриоса: Хроники Безумного Макса   | 24 мая 2024           | Джордж Миллер                 | Джордж Миллер и Нико Латурис                   | Дуг Митчелл                                 | Джордж Миллер и Дуг Митчелл |

Хронологический порядок
- Безумный Макс
- Безумный Макс 2: Воин дороги
- Безумный Макс 3: Под куполом грома
- Фуриоса: Хроники Безумного Макса
- Безумный Макс: Дорога ярости

## Игры
По мотивам фильмов о Безумном Максе был создан ряд компьютерных игр: видеоигра 1990 года для игровой приставки Nintendo Entertainment System, компьютерная игра 2015 года в жанре action-adventure. «Безумный Макс» вдохновил создателей Wasteland, Fallout, Carmageddon.